# Duché de Saxe-Eisenach
1596–1638
1641–1644
1662–1809
Entités précédentes :
- Duché de Saxe-Cobourg-Eisenach

Entités suivantes :
- Grand-duché de Saxe-Weimar-Eisenach

Le duché de Saxe-Eisenach (en allemand : Herzogtum Sachsen-Eisenach) était un État du Saint-Empire romain qui se trouvait dans l'actuel Land de Thuringe. Sa capitale était Eisenach. L'un des duchés saxons, il était dirigé par la branche ernestine de la maison de Wettin.
L'État fut créé en 1596 lors de la division du duché de Saxe-Cobourg-Eisenach en deux parties - les duchés de Saxe-Eisenach et de Saxe-Cobourg. À partir de 1741, la Saxe-Eisenach est gouvernée en union personnelle avec le duché de Saxe-Weimar ; en 1809, les deux duchés ont été unis, puis élevés au grand-duché de Saxe-Weimar-Eisenach. 

## Liste des ducs de Saxe-Eisenach
Le duché de Saxe-Eisenach est créé une première fois en 1596, lorsque les fils de Jean-Frédéric II de Saxe se partagent leurs possessions.
- 1596-1638 : Jean-Ernest (Saxe-Cobourg-Eisenach de 1633 à 1638)

Jean-Ernest meurt sans descendance, et la Saxe-Eisenach est partagée entre la Saxe-Altenbourg et la Saxe-Weimar. Elle est recréée deux ans plus tard au profit d'un fils de Jean II de Saxe-Weimar.
- 1640-1644 : Albert

Albert meurt lui aussi sans descendance, et la Saxe-Eisenach est divisée entre la Saxe-Gotha et la Saxe-Weimar. Elle est recréée à nouveau en 1662, au profit d'un fils de Guillaume Ier de Saxe-Weimar.
- 1662-1668 : Adolphe-Guillaume
- 1668-1671 : Guillaume-Auguste
- 1672-1686 : Jean-Georges Ier
- 1686-1698 : Jean-Georges II
- 1698-1729 : Jean-Guillaume
- 1729-1741 : Guillaume-Henri

Guillaume-Henri meurt sans laisser d'héritier, et le duché passe à son cousin Ernest-Auguste de Saxe-Weimar. L'union personnelle entre Saxe-Weimar et Saxe-Eisenach dure jusqu'en 1809, lorsque les deux duchés sont unifiés en un seul.
- 1741-1748 : Ernest-Auguste Ier
- 1748-1758 : Ernest-Auguste II
- 1758-1809 : Charles-Auguste